# Ніколя Фламель
Ніколя́ Фламе́ль (фр. Nicolas Flamel або лат. Ніколас, 1330 — 1418) — французький писар, копіювальник і торговець рукописами, що згодом здобув репутацію алхіміка, якому приписують винахід філософського каменя та еліксиру життя.
Ніколас Фламель народився в 1330 році в околицях Понтуаза в бідній сім'ї. Вважається, що його батьки померли, коли він був молодим, після їхньої смерті Ніколас переїжджає в Париж і стає громадським писарем. Після одруження з Перренелль, жінкою зрілих років і двічі вдовою, Фламель орендує дві майстерні, одну для себе, іншу — для своїх підмайстрів і копіювальників.

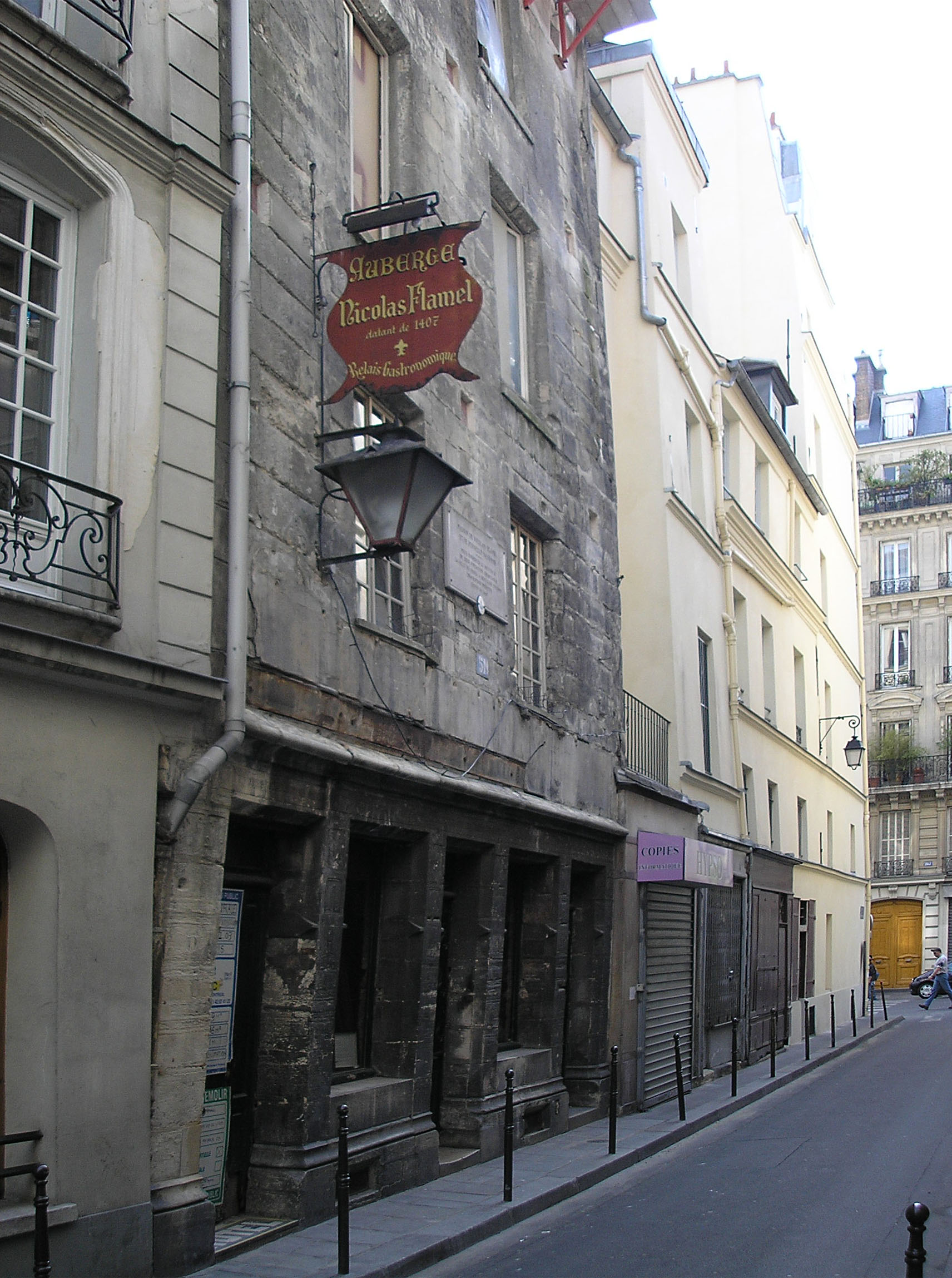
Будинок (1407) Ніколя Фламеля зберігся до наших днів

Зберігся будинок Фламеля, побудований у 1407 році, який вважається найстарішою будівлею у Парижі (Rue de Montmorency, 51. Метро Rambuteau)